# Papaver udocanicum
Papaver udocanicum är en vallmoväxtart som först beskrevs av Galina A. Peschkova, och fick sitt nu gällande namn av G.A. Peschkova. Papaver udocanicum ingår i släktet vallmor, och familjen vallmoväxter. Inga underarter finns listade i Catalogue of Life.